# Melaleuca diosmatifolia
Melaleuca diosmatifolia là một loài thực vật có hoa trong Họ Đào kim nương. Loài này được Dum.Cours. mô tả khoa học đầu tiên năm 1811.